# 1867 au théâtre
| Années du théâtre : 1864 - 1865 - 1866 - 1867 - 1868 - 1869 - 1870    |
| Décennies du théâtre : 1830 - 1840 - 1850 - 1860 - 1870 - 1880 - 1890 |

## Événements
- Inauguration à Bruxelles de la salle de théâtre Fantaisies-Parisiennes ou Alcazar Royal.
- 26 janvier : Cora Pearl se produit  à Paris au théâtre des Bouffes-Parisiens dans une production d'Orphée aux Enfers, de Jacques Offenbach.

## Pièces de théâtre publiées
- Victorien Sardou, Maison neuve, comédie en cinq actes, en prose, Paris, Michel Lévy

## Pièces de théâtre représentées
- 8 septembre : Ludovic Halévy et Henri Meilhac, Tout pour les dames !, comédie-vaudeville en un acte, Paris, Théâtre des Variétés.

## Naissances
- 29 mars : Jules Méry, poète et auteur dramatique français, mort en 1943.
- 28 juin : Luigi Pirandello, romancier et auteur dramatique italien, mort le 10 décembre 1936.
- 30 juillet : Georges Berr, acteur et un auteur dramatique français, mort le 11 juillet 1942.
- 14 août : John Galsworthy, romancier et auteur dramatique britannique, mort le 31 janvier 1933.

## Décès
- 8 janvier : Cléon Galoppe d'Onquaire, poète et dramaturge français, né le 16 avril 1805.
- 28 mars : Antoine-Pierre-Charles Favart, auteur dramatique, peintre, graveur et diplomate français, né le 6 octobre 1780.
- 7 juillet : François Ponsard, poète et auteur dramatique français, né le 1er juin 1814.